# 96

96(구십육)은 95보다 크고 97보다 작은 자연수다.

## 수학
- 합성수로, 그 약수는 총 12개다. (1, 2, 3, 4, 6, 8, 12, 16, 24, 32, 48, 96)
  - 96의 진약수의 합은 156이므로, 96은 과잉수다.
- 5번째 불가촉수(진약수의 합이 될 수 없는 자연수)이자, 가장 큰 두 자리 불가촉수다. 앞의 불가촉수는 88, 다음은 120이다.
- 6번째 팔각수다. 앞의 팔각수는 65, 다음은 133이다.

## 과학
- 퀴륨(Cm)의 원자번호.
- NGC 96: 안드로메다자리 방향에 있는 은하.

## 교통
- 고속도로
  - 주간고속도로 제96호선: 미시간주 노턴쇼어스(영어판)에서 디트로이트까지 이어지는 미국의 주간고속도로.
  - 유럽 고속도로 96호선: 튀르키예 이즈미르에서 시브리히사르(영어판)까지 이어지는 유럽 고속도로.
  - 아우토반 96호선(영어판, 독일어판): 독일의 고속도로.

- 국도 제96호선
  - 미국 96번 국도(영어판): 텍사스주 포트아서에서 테나하(영어판)까지 이어지는 미국의 국도.

- 기타 도로
  - 현도 제96호선

## 문화유산
- 대한민국의 국보 제96호: 청자 구룡형 주전자
- 대한민국의 보물 제96호: 충주 미륵리 석조여래입상
- 대한민국의 사적 제96호: 경주읍성

## 방송
- 지니 TV의 엔터TV 채널 번호.
- B tv의 더라이프2 채널 번호.
- U+ TV의 채널뷰 채널 번호.
- LG헬로비전의 MBN플러스 채널 번호.
- B tv 케이블의 HQ플러스 채널 번호.

## 스포츠
- 하노버 96: 1896년에 창단된 독일의 축구팀. 하노버를 연고로 하고 있다.

## 기타
- 날짜: 9월 6일
- 연도: 96년, 기원전 96년